# Italian Hockey League 2017/18
Die Saison 2017/18 der italienischen Eishockeymeisterschaft wurde erstmals unter dem Namen Italian Hockey League (IHL) ausgetragen.
Die oberste Stufe bildete die IHL Elite mit acht Mannschaften, welche gleichzeitig an der internationalen Alps Hockey League teilnahmen. Die eigentlich Italian Hockey League ersetzte die bisherige Serie B. Die Liga umfasste zwölf Clubs. Die dritte Spielstufe bildete die Italian Hockey League Division I, bisher Serie C. In der IHL Div.I spielten elf Clubs in zwei regionalen Gruppen.

## IHL Elite

### Teilnehmer
- HC Pustertal Wölfe
- SHC Fassa Falcons
- SG Cortina
- Rittner Buam
- Asiago Hockey
- HC Gherdëina
- HC Neumarkt
- WSV Sterzing Broncos

### Vorrunde
Für die IHL Elite wurden die Begegnungen in den zwei italienischen Regionalgruppen (Süd A und Süd B) der Alps Hockey League 2017/18 gewertet. Die beiden besten Mannschaften jeder Gruppe qualifizierten sich für das Final Four um die italienische Meisterschaft.

#### Gruppe A
|    | Mannschaft    | Sp | S | OTS | SOS | SON | OTN | N | Tore  | Diff. | Pkt. |
| -- | ------------- | -- | - | --- | --- | --- | --- | - | ----- | ----- | ---- |
| 1. | Rittner Buam  | 6  | 4 | 0   | 1   | 0   | 1   | 0 | 20:10 | +10   | 15   |
| 2. | HC Pustertal  | 6  | 4 | 0   | 1   | 0   | 0   | 1 | 22:10 | +12   | 14   |
| 3. | SG Cortina    | 6  | 1 | 0   | 0   | 0   | 1   | 4 | 09:15 | 0–6   | 04   |
| 4. | Fassa Falcons | 6  | 1 | 0   | 0   | 0   | 0   | 5 | 08:24 | −16   | 03   |

#### Gruppe B
|    | Mannschaft    | Sp | S | OTS | SOS | SON | OTN | N | Tore  | Diff. | Pkt. |
| -- | ------------- | -- | - | --- | --- | --- | --- | - | ----- | ----- | ---- |
| 1. | Asiago Hockey | 6  | 5 | 1   | 0   | 0   | 0   | 0 | 29:16 | +13   | 17   |
| 2. | WSV Sterzing  | 6  | 4 | 0   | 0   | 1   | 0   | 1 | 31:22 | 0+9   | 13   |
| 3. | HC Neumarkt   | 6  | 1 | 0   | 0   | 0   | 0   | 5 | 14:28 | −14   | 03   |
| 4. | HC Gherdeina  | 6  | 1 | 0   | 0   | 0   | 0   | 5 | 18:26 | 0–8   | 03   |

### Final Four
Das Finalturnier fand vom 8. bis 11. Februar 2018 in Asiago statt.
|  | Halbfinale | Halbfinale   | Halbfinale |  |  | Finale | Finale       | Finale |
|  |            |              |            |  |  |        |              |        |
|  |            |              |            |  |  |        |              |        |
|  | 1A         | Ritten Sport | 4          |  |  |        |              |        |
|  | 2B         | WSV Sterzing | 3          |  |  |        |              |        |
|  |            |              |            |  |  | 1A     | Ritten Sport | 6      |
|  |            |              |            |  |  | 2A     | HC Pustertal | 1      |
|  | 1B         | Asiago       | 4          |  |  |        |              |        |
|  | 2A         | HC Pustertal | 6          |  |  |        |              |        |
|  |            |              |            |  |  |        |              |        |

### Finale
| 11. Februar 2018 19:00 Uhr | Ritten Sport O. Ahlström (0:27) A. Frei (8:00) M. Spinell (13:47) C. Borgatello (17:11) D. Tudin (45:01) M. Spinell (57:36) | 6:1 (4:0, 0:0, 2:1) | HC Pustertal P. Bona (59:56) | Pala Hodegart, Asiago Zuschauer: 700 |

## Italian Hockey League

### Teilnehmer
- Alleghe Hockey
- ASC Auer-Ora Hockey
- HC Chiavenna
- Hockey Como
- HC Eppan Pirates
- HC Feltreghiaccio
- Hockey Fiemme
- SV Kaltern
- HC Meran Junior
- Hockey Milano Rossoblu
- AS Hockey Pergine
- HC Varese

### Hauptrunde Phase 1
|     | Mannschaft        | Sp | S  | OTS | SOS | SON | OTN | N  | Tore    | Diff. | Pkt. |
| --- | ----------------- | -- | -- | --- | --- | --- | --- | -- | ------- | ----- | ---- |
| 1.  | Milano Rossoblu   | 22 | 20 | 0   | 0   | 0   | 0   | 2  | 124: 36 | 88    | 60   |
| 2.  | HC Eppan Appiano  | 22 | 17 | 0   | 1   | 0   | 2   | 2  | 101: 41 | 60    | 55   |
| 3.  | HC Meran          | 22 | 15 | 1   | 0   | 0   | 0   | 6  | 104: 51 | 53    | 47   |
| 4.  | Hockey Fiemme     | 22 | 12 | 1   | 1   | 1   | 0   | 7  | 77: 68  | 9     | 41   |
| 5.  | Hockey Pergine    | 22 | 12 | 0   | 0   | 1   | 1   | 8  | 68: 72  | −4    | 38   |
| 6.  | SV Kaltern        | 22 | 11 | 0   | 1   | 0   | 0   | 10 | 76: 67  | 9     | 35   |
| 7.  | ASC Auer Ora      | 22 | 10 | 1   | 0   | 1   | 0   | 10 | 77: 64  | 13    | 33   |
| 8.  | Hockey Como       | 22 | 8  | 1   | 0   | 0   | 0   | 13 | 64: 86  | −22   | 26   |
| 9.  | HC Varese         | 22 | 6  | 1   | 0   | 1   | 0   | 14 | 54: 92  | −38   | 21   |
| 10. | HC Chiavenna      | 22 | 6  | 0   | 0   | 0   | 0   | 16 | 41: 101 | −60   | 18   |
| 11. | Alleghe Hockey    | 22 | 4  | 1   | 1   | 2   | 0   | 14 | 56: 92  | −36   | 18   |
| 12. | HC Feltreghiaccio | 22 | 1  | 0   | 0   | 0   | 1   | 20 | 40: 112 | −72   | 4    |

### Master Round
|    | Mannschaft       | Sp | S | OTS | SOS | SON | OTN | N | Tore   | Diff. | Pkt.       |
| -- | ---------------- | -- | - | --- | --- | --- | --- | - | ------ | ----- | ---------- |
| 1. | HC Meran         | 10 | 7 | 1   | 1   | 0   | 1   | 0 | 47: 19 | 28    | 41 (26+15) |
| 2. | HC Eppan Appiano | 10 | 5 | 1   | 1   | 1   | 0   | 2 | 35: 24 | 11    | 38 (20+18) |
| 3. | Milano Rossoblu  | 10 | 3 | 0   | 2   | 1   | 2   | 2 | 33: 28 | 5     | 36 (16+20) |
| 4. | Hockey Pergine   | 10 | 3 | 1   | 0   | 2   | 1   | 3 | 23: 37 | −14   | 26 (14+12) |
| 5. | Hockey Fiemme    | 10 | 1 | 1   | 0   | 0   | 1   | 7 | 18: 42 | −24   | 19 (6+13)  |
| 6. | SV Kaltern       | 10 | 2 | 0   | 1   | 0   | 0   | 7 | 26: 32 | −6    | 19 (8+11)  |

### Relegation Round
|    | Mannschaft        | Sp | S | OTS | SOS | SON | OTN | N | Tore   | Diff. | Pkt.       |
| -- | ----------------- | -- | - | --- | --- | --- | --- | - | ------ | ----- | ---------- |
| 1. | ASC Auer Ora      | 10 | 7 | 0   | 0   | 0   | 0   | 3 | 48: 26 | 22    | 32 (21+11) |
| 2. | Alleghe Hockey    | 10 | 7 | 0   | 1   | 0   | 0   | 2 | 38: 21 | 17    | 29 (23+6)  |
| 3. | Hockey Como       | 10 | 5 | 0   | 0   | 0   | 0   | 5 | 42: 44 | −2    | 23 (15+8)  |
| 4. | HC Varese         | 10 | 4 | 0   | 1   | 0   | 0   | 5 | 28: 42 | −14   | 21 (14+7)  |
| 5. | HC Chiavenna      | 10 | 3 | 0   | 1   | 0   | 1   | 5 | 35: 41 | −6    | 18 (12+6)  |
| 6. | HC Feltreghiaccio | 10 | 1 | 0   | 0   | 0   | 2   | 7 | 26: 43 | −17   | 6 (5+1)    |

## Italian Hockey League Division I
Teilnehmer:
| Gruppe Ost | Gruppe West                                                                                 |
| --- | ------------------------------------------------------------------------------------------- |
| - AHC Vinschgau - WSV Sterzing Broncos C - HC Pieve di Cadore - HC Falcons Brixen - HC Pustertal Junior - HC Valrendena | - HC Real Torino - HC Valpellice - HC ValpEagle - HC Sporting Pinerolo - Varese Killer Bees |